# Bitwa pod Minden
Bitwa pod Minden – starcie zbrojne, które miało miejsce 1 sierpnia 1759 roku w Westfalii podczas wojny siedmioletniej. Angielsko-niemieckie wojska księcia Ferdynanda Brunszwickiego pokonały tam armię francuską dowodzoną przez marszałka de Contades.

## Wprowadzenie
Anglia, w początkowym okresie wojny niechętna wysłaniu własnych wojsk na zachodnioeuropejski obszar działań, po niepowodzeniach wojsk niemieckich sojuszników z dowodzonej przez księcia Cumberland tzw. Armii Obserwacyjnej (bitwa pod Hastenbeck), do końca 1757 zreorganizowała ich wojska, stawiając na ich czele księcia Ferdynanda Brunszwickiego i na nowo podejmując działania wojenne. Głównym zadaniem było usunięcie Francuzów okupujących większość ziem elektorskiego księstwa Hanoweru, które miały stanowić podstawę przyszłych operacji. W trakcie sześciotygodniowej kampanii, w lutym 1758 odzyskano stolicę księstwa, a do końca marca, zadając Francuzom ciężkie straty (ok. 16 tys. zabitych, rannych i dezerterów), wyparto ich z terytorium elektorskiego za Ren. Dalsza część kampanii polegała na wzajemnym wymanewrowywaniu przeciwnika: wojska sprzymierzone uniemożliwiały dostęp do Hanoweru i zachodniego frontu Prusaków, podczas gdy francuskie dążyły do uchwycenia nieprzyjaciela w kleszcze i po zniszczeniu go – do powtórnego zajęcia hanowerskiego terytorium. Dla Anglii działania te odgrywały zasadniczą rolę w związaniu znacznych sił francuskich niezbędnych do prowadzenia o wiele istotniejszych operacji wojennych w koloniach. Ponadto odebranie podległego brytyjskiej koronie Hanoweru oznaczałaby również utratę ważnej karty przetargowej w późniejszych rokowaniach i konieczność ewentualnej rezygnacji z pozaeuropejskich zdobyczy kolonialnych (Kanada, Indie, Karaiby).
Kampanię 1759 roku zapoczątkował książę Brunszwicki, atakując Francuzów pod Frankfurtem i Wesel, lecz ponosząc następnie porażkę w kwietniu pod Bergen. Francuzi potężnymi siłami podjęli ofensywę na Hanower w początkach czerwca, kierując tam 60-tysięczną armię pod dowództwem marszałka de Contades, a w rezerwie trzymając 20-tysięczny korpus marsz. de Broglie. Zgromadzone przez aliantów wojska Ferdynanda Brunszwickiego liczyły ok. 35 tysięcy; kierował się on na północ, pozostając w bliskim zasięgu wojsk przeciwnika. Obydwie strony próbowały się wzajemnie wymanewrować i odciąć sobie linie zaopatrzenia. Książę Brunszwicki zamierzał cofać się na fortecę Minden, gdzie znajdowały się magazyny zaopatrzeniowe, lecz uprzedził go de Broglie zajmując 10 lipca miasto i opanowując przeprawę przez Wezerę. Oznaczało to zagrożenie dla odległego o 50 km Hanoweru, już odciętego od sił alianckich.    

## Działania poprzedzające
Po połączeniu sił obu francuskich dowódców, wobec oczywistej przewagi zdecydowano o podjęciu działań zaczepnych wobec wojsk aliantów. Pierwszym krokiem miało być nagłe zaatakowanie odosobnionego korpusu generała Wangenheima pod wsią Todtenhausen na przedpolu Minden, mające odsłonić lewą flankę wojsk sprzymierzonych.  
Książę Brunszwicki dowodzący oddziałami angielskimi, hanowerskimi, brunszwickimi, heskimi i pruskimi, dysponował 30 tysiącami piechoty i 7 tys. kawalerii, na nieco liczniejsze siły francuskie i saskie składało się 35 tys. piechoty i 7 tys. jazdy z 18 ciężkimi działami. 

## Bitwa
Ruchy wojsk na wyznaczone pozycje rozpoczęto o przedświcie (godz.3:00-4:00), wkrótce podejmując wstępne bombardowanie artyleryjskie. Starcie zapoczątkowano na francuskim prawym skrzydle, gdzie marsz. de Broglie z opóźnieniem zaatakował oddziały Wangenheima, który dzięki temu zdążył stanąć w pełnym szyku bojowym i powstrzymać jego natarcie. W tym czasie przybyłe na pole walki główne siły francuskie sformowały wielki łuk zwrócony ku północnemu zachodowi. Markiz de Contades rozwinął swe oddziały w nietypowym porządku, umieszczając w centrum wyłącznie jednostki zmasowanej kawalerii (108 szwadronów), zaś piechotę z towarzyszącą artylerią rozmieszczając na skrzydłach. 

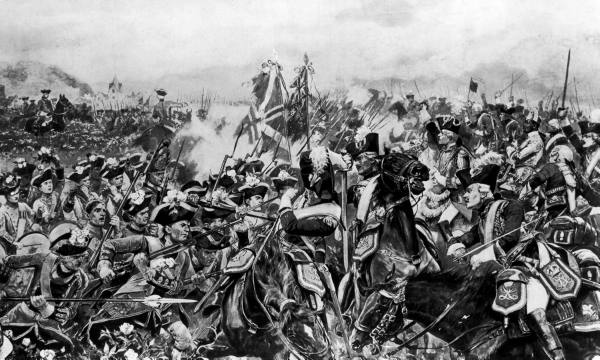
Piechota angielska odpierająca szarżę francuskiej kawalerii (mal. R. Caton Woodville, 1901)

Gdy na lewym skrzydle Francuzi odpierali dywersyjny słaby atak oddziałów niemieckich księcia Anhalt, w centrum nastąpiło główne natarcie wyborowych 9 batalionów dywizji Spörckena, które wysunęły się na wprost jazdy francuskiej. Pierwszą szarżę tej kawalerii powstrzymano morderczym ogniem alianckiej piechoty; zawiodło również powtórne natarcie. Taktyczne powodzenie zostało jednak wówczas zmarnowane opieszałym działaniem dowódcy angielskiej kawalerii lorda Sackville'a, który mimo powtarzanych rozkazów, nie wyprowadził do ataku jazdy drugiej linii. Jedynie dodatkowe wsparcie piechoty dla osłabionych batalionów umożliwiło odparcie trzeciej szarży wyborowej jazdy francuskiej. Odparto również próbę flankowego zaatakowania angielsko-hanowerskich oddziałów Spörckena przez prawoskrzydłową piechotę Francuzów od północy.
W obliczu niepowodzenia przeciwnika rozwinęły się za to w natarciu lewoskrzydłowe jednostki niemieckich sojuszników, które w zaciętych walkach na bagnety wyparły ze wsi Malbergen Francuzów, a wycofujących się dodatkowo wprawił w panikę atak pruskiej kawalerii księcia Holstein. Choć skuteczne wsparcie przez jazdę francuską oddaliło groźbę przełamania szyku, to bitwa na tym odcinku przekształciła się jedynie w szereg szarż i kontrszarż kawaleryjskich nie dających żadnej ze stron istotnej przewagi. 
Około godz.8:00 batalia była zasadniczo rozstrzygnięta. Poddawane silnemu ostrzałowi alianckiej artylerii centrum, w którym opór stawiała jeszcze saska piechota, również zwijało się do odwrotu za strumień Bastau. Ok. 9:00 całość wojsk markiza de Contades znajdowała się w pełnym odwrocie. Ścigany ogniem artylerii korpus marszałka de Broglie wycofał się w zwartym szyku do Minden.

## Podsumowanie i skutki

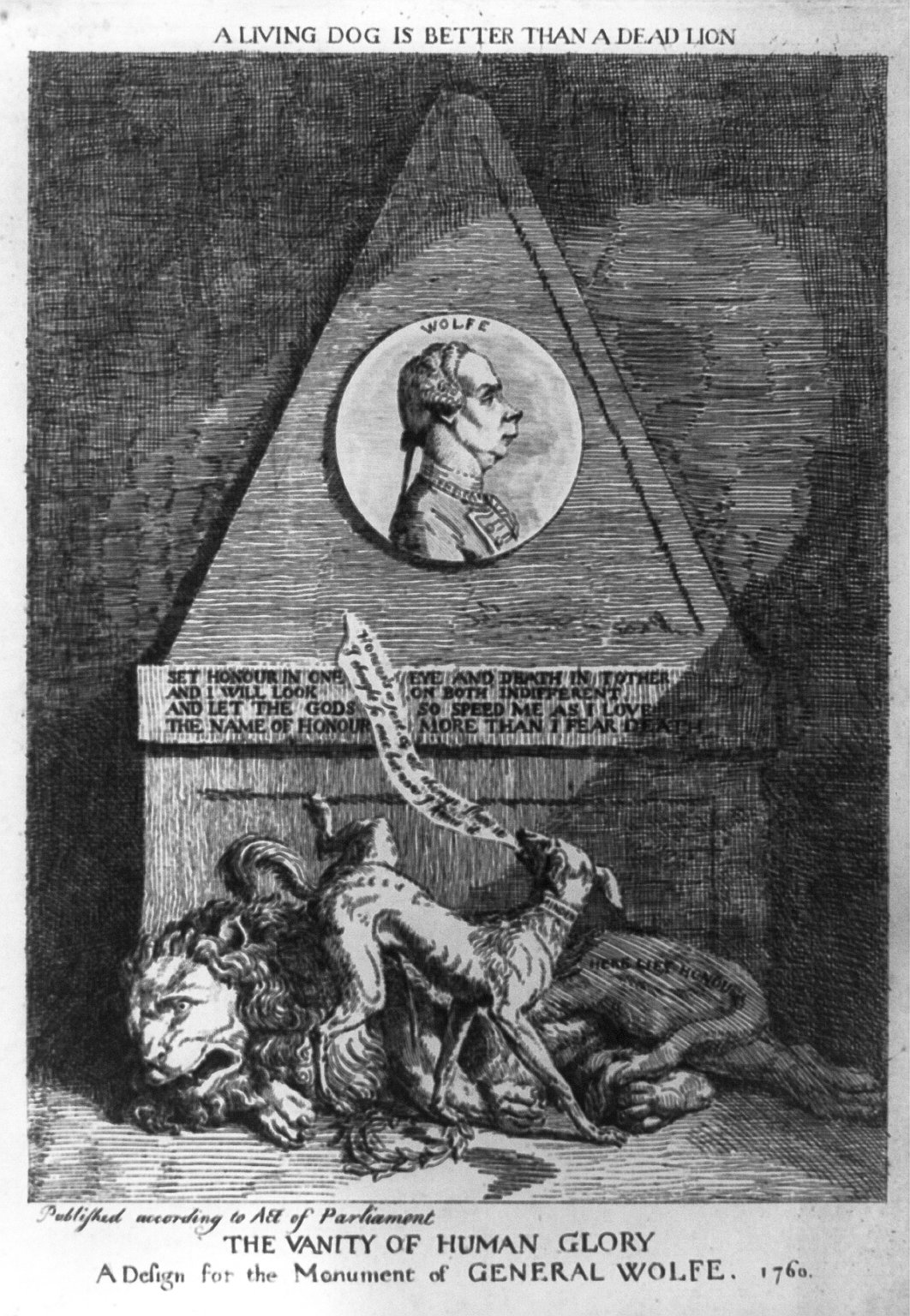
Satyra na lorda Sackville w postaci psa hańbiącego militarną chwałę Brytanii (angielska rycina z epoki)

Wojska sprzymierzonych odniosły zwycięstwo kosztem straty ok. 2600 zabitych i rannych (z czego połowa przypadła na brytyjską piechotę) wobec strat francuskich w wysokości ponad 8 tys. ludzi (w bitwie zginął ojciec znanego później markiza de La Fayette) oraz utraty licznych sztandarów i całej ciężkiej artylerii. Marszałka de Contades w następstwie klęski usunięto ze stanowiska i zastąpiono księciem de Broglie.
Niespodziewana klęska poważnie naruszyła morale wojsk francuskich, będąc też wstrząsem dla dowódców, zaskoczonych faktem, że pojedyncza linia nacierającej piechoty jest w stanie rozbić trzy linie wrogiej kawalerii. Wskutek przegranej Francuzi zmuszeni byli zrezygnować z prób opanowania Hanoweru: pobita armia wycofywała się na południe, ewakuując garnizony z zajętych już miast. Do końca roku Ferdynand Brunszwicki odzyskał utracone obszary wraz z Münster, gotów do kontynuowania ofensywy przeciw Francuzom.
Bitwa nie wpłynęła w sposób istotny na przebieg siedmioletniej wojny; aktualnie stanowiła jednak pozytywny impuls dla Fryderyka Wielkiego, który po przegranej pod Kunowicami i rozbiciu jego armii poważnie rozważał możliwość abdykacji.